# Malignant (film 2021)
Malignant è un film del 2021 diretto da James Wan.
Il film, scritto da Akela Cooper, è basato su una storia originale di Wan, Ingrid Bisu e della stessa Cooper. In Italia è stato vietato ai minori di 14 anni per la presenza di scene di terrore, sangue e violenza.

## Trama
1992. Gabriel, paziente del Simion Research Hospital dotato di poteri sovrannaturali (es.: trasmette i suoi pensieri alla radio in modo da comunicare), inizia a decimare il personale della struttura così la direttrice, la Dr.ssa Florence Weaver, decide di ucciderlo dicendo che «è il momento di estirpare il cancro».
2020. Seattle. Madison e Derek Mitchell, dopo tre aborti, aspettano nuovamente un figlio ma, una notte, dopo che il marito violento fa sbattere la testa a Madison contro una parete, una strana figura si introduce in casa della coppia, uccide Derek e assale Madison facendola finire in ospedale, dove, raggiunta dalla sorella minore Sydney Lake, scopre di aver perso la figlia che aspettava.
Due settimane dopo. Mentre Madison non riuscendo ad accettare che forse non saprà mai cosa significa avere un legame di sangue con qualcuno dato che fu adottata quando aveva 8 anni e non ha ricordi del suo passato, la strana figura rapisce una donna e la rinchiude in una soffitta per poi telefonare alla Dr.ssa Weaver, ormai anziana, e ricordarle che «è il momento di estirpare il cancro».  
Quella sera stessa, e poi quella successiva, Madison, attraverso delle allucinazioni, vede la strana figura uccidere prima la Dr.ssa Weaver e poi il Dr. Victor Fields  - anch'egli ex medico del Simion - così lei e Sydney si rivolgono ai detective Kekoa Shaw e Regina Moss; è così che la strana figura, che è in grado di comunicare attraverso le onde elettromagnetiche, si mette in contatto con Madison e, dopo averle ricordato che il suo vero nome è Emily May e che lui si chiama Gabriel, le dice che la farà pagare a tutti coloro che hanno cercato di cancellarlo dai suoi ricordi. Spaventata Madison va con Sydney dalla madre adottiva, Jeanne Lake, che, sentendo il nome Gabriel, mostra alle due un VHS del 1994 in cui, durante la festa per il suo 9° compleanno (il primo con loro dopo un periodo in orfanotrofio) e la Vigilia di Natale, parla con una specie di amico immaginario che chiama Gabriel e che la spinge a fare cose orribili. 
Nel frattempo Shaw, grazie al ritrovamento della foto di una piccola paziente della dottoressa, scopre che Madison è in realtà Emily May, che fu ricoverata dal 1985 al 1993 nella struttura della Dr. Weaver e che fu esaminata, insieme alla Weaver e a Fields, anche dal John Gregory così si reca a casa del medico dove, dopo aver trovato il cadavere dell'uomo, vede Gabriel, lo insegue e ha uno scontro con lui, ma non riesce a fermarlo. Shaw e Moss spingono così Madison a farsi ipnotizzare nel suo soggiorno e mentre lei ricorda che Gabriel la spinse a tentare di uccidere la madre adottiva mentre era incinta di Sydney - sapeva che, con l'arrivo della sorellina, lei lo avrebbe dimenticato - la donna rapita da Gabriel si libera rivelando così che era rinchiusa proprio nella soffitta di Madison. 
Questo, il ritrovamento della maschera e del cappotto di Gabriel nonché dell'arma del delitto in casa di Madison e la scoperta che la donna rapita è la madre naturale di Madison, spingono i detective ad arrestarla mentre Sydney, non accettando la cosa, va alla struttura psichiatrica ormai abbandonata. È qui che Sydney trova un video del 1985 di Serena May - madre 15enne di Emily rimasta incinta dopo una violenza - e uno del 1992 di Emily in cui si vede che la bambina ha un accenno di faccia con cervello, due braccia, costole e un cuore in più sulla schiena risultanti dall'assorbimento del suo gemello in utero (teratoma) che però è in grado di chiudere la mente di Madison in una specie di limbo mentre ne usa il corpo; è per fermare questo che la Weaver e a Fields tentarono di estirpare il teratoma a Emily ma dovettero lasciarle parte del cervello di Gabriel. 
Mentre Sydney rivela le sue scoperte a Show, Gabriel si sveglia definitivamente e, preso il controllo del corpo di Madison, evade per andare all'ospedale e avere un confronto con Serena; qui, però, quando Sydney lo incolpa di essersi nutrito dei feti per diventare più forte, Madison riesce a prendere il sopravvento e, dopo avergli mostrato la finta morte di Sydney e Serena, rinchiude il gemello malvagio in una prigione nella sua stessa mente.

## Produzione
Nel luglio 2019 è stato annunciato che James Wan avrebbe diretto il film alla New Line Cinema da una sceneggiatura di Akela Cooper e J.T. Petty, basato su una storia originale scritta insieme a Ingrid Bisu, quest'ultima produttrice insieme a Michael Clear e la casa di produzione Atomic Monster. In settembre, Wan ha rivelato ufficialmente il titolo, Malignant, con Bloody Disgusting che affermava che il film sarebbe stato più in linea con un film giallo.
Il 24 ottobre 2019, Wan ha chiarito che il film non si basava sulla sua graphic novel Malignant Man, affermando: "Non è sicuramente un film di supereroi. Malignant è un thriller originale che non si basa su alcuna IP esistente".
Nell'agosto 2019, Annabelle Wallis, George Young e Jake Abel sono stati scelti per il film. Nel settembre 2019, Maddie Hasson, Michole Briana White e Jacqueline McKenzie si sono unite al cast del film. Mckenna Grace è stata aggiunta al cast nel marzo 2020. Le riprese sono iniziale il 24 settembre 2019 a Los Angeles e si sono concluse l'8 dicembre 2019. Il budget investito per il film ammonta a circa 40 milioni di dollari.

## Distribuzione
Previsto originariamente per il 2020, il film è stato posticipato al settembre 2021 a causa della chiusura dei cinema di vari paesi dovuta alla pandemia di Covid-19. Il portale HBO Max ne ha inoltre acquisito i diritti per lo streaming.

## Accoglienza

### Pubblico
Il film ha incassato 34891791 $ al botteghino.

### Critica
Sull'aggregatore Rotten Tomatoes il film riceve il 77% delle recensioni professionali positive con un voto medio di 6.3 su 10 basato su 181 critiche, mentre su Metacritic ottiene un punteggio di 51 su 100 basato su 23 critiche.